# Sprogtypologi
Sprogtypologi er en lingvistisk disciplin, der beskæftiger med at undersøge hvilke typer af sprog, der findes, og hvilke universelle træk, der er fælles for dem. 
Sprogtypologi har tre hovedbetydninger: 
1. Klassifikation af sprogs strukturelle typer, hvor et sprog regnes for at tilhøre én bestemt type. Denne betydning går tilbage til det 19. århundrede, og kaldes også for typologisk klassifikation.
2. Studiet af sproglige mønstre på tværs af sprog, især mønstre, som man kun kan opdage ved at undersøge mange sprog. Dette tog sin begyndelse i 1960erne på baggrund af Joseph H. Greenberg forskning.
3. En måde at dyrke lingvistisk forskning på, i modsætning til fx generativ lingvistik.

## Ordstillingsparametre
I Greenbergs banebrydende artikel Some universals of grammar with particular reference to the order of meaningful elements introducerede han nogle typologiske parametre, som man kan bruge til at måle forskellige sprogtypers hyppighed med:
GenN/NGen
Står genitiven før eller efter sin styrelse? Dansk er GenN, da det hedder mandens bog; tysk er NGen, da det hedder das Buch des Mannes.
DemN/NDem
Står demonstrativer før eller efter substantivet? Dansk er DemN, da det hedder denne bog; baskisk er NDem, da det her hedder liburu hau (ordret bog denne).
Prep/Postp
Bruger sproget præpositioner (foranstillede forholdsord) eller postpositioner (efterstillede forholdsord)? Dansk er Prep, da det hedder med kniven; japansk er Postp, da det her hedder naifu de (ordret kniv vha.).
VSO/VOS/SVO/OVS/SOV/OSV
Hvor står subjektet, objektet og verbet i forhold til hinanden? Dansk er SVO, da det normalt hedder Manden plukker roser; latin er SOV, da det normalt hedder Vir rosas carpit (ordret mand roser plukker).
NumN/NNum
Står talord før eller efter substantivet? Dansk er NumN, da det hedder tre blyanter; japansk er NNum, da det her hedder empitsu sambon (ordret blyant tre-aflange-ting).
AN/NA
Står adjektivet før eller efter substantivet? Dansk er AN, da det hedder sorte hænder; spansk er NA, da det hedder manos negras (ordret hænder sorte).
RelN/NRel
Står relativsætninger før eller efter substantivet? Dansk er NRel, da det hedder manden, som jeg gav bogen; baskisk er RelN, da det her hedder liburua eman diodan gizona (ordret bogen givet som-jeg-har-den-til-ham manden).

## Universalier
Når man undersøger sproglige mønstre på tværs af sprog, vil man ofte prøve på at opstille sproglige universalier. Disse kan opdeles i to undertyper:
- Ubegrænsede universalier er ting, som alle sprog i verden overholder. Der findes fx ingen sprog uden vokaler.
- Implikationelle universalier er regler, der siger, at hvis et sprog har ét træk, har det også nødvendigvis et andet. Det gælder for eksempel, at sprog, der har nasale vokaler, også har orale vokaler (mens det omvendte ikke gælder).